# ゴーセン
株式会社ゴーセン (GOSEN.Co.,Ltd) は大阪府大阪市中央区に本社を置く繊維メーカー。ラケットスポーツ部、フィッシング部、マテリアル部の3部門を有する。

## 概要
洲本市由良町出身の創業者・大原玉之助が、1951年に大阪で「大阪合繊延縄株式会社」を設立。その後、兵庫県加東市（旧加東郡）天神で長さ45間の工場を買い取り、社名を「大阪合繊株式会社」に変更。
当初はマルチフィラメント（千本以上のフィラメントを集積した糸）を手で撚って樹脂を塗る作業「張り撚り」から事業を開始したが、釣糸の素材が急速に本テグスからナイロン糸モノフィラメントに代わっていくのを機にナイロンモノフィラメントを紡糸し始める。
その後は、釣糸の製造技術を基に産業用加工糸、ミシン糸からテニス、バドミントンのガットへと製造分野を拡げていく。1973年に社名を現在の「株式会社ゴーセン」に変更。
それまで牛腸などの天然素材が主流であったストリング市場において、パイオニアとして高品質なラケット用シンセティックガットを開発製造したことで、ストリング市場での高いシェアを誇っている。

## 沿革
- 1951年（昭和26年）
  - 1月 - 合成繊維の釣糸、延縄、網糸を製造販売する「大阪合繊延縄株式会社」を設立。
  - 4月 - 日本の合繊縫糸の草分けとして、ナイロン縫糸の生産販売を開始。
- 1953年（昭和28年）8月 - 大阪合繊株式会社を設立。釣糸分野以外にも進出。
- 1954年（昭和29年）4月 - 兵庫県加東郡（現・加東市）に天神工場を建設。釣糸、ガットの生産を開始する。
- 1958年（昭和33年）7月- シンガポールのサンライズ社向けに各種ラケット用シンセティックガットを初輸出。
- 1962年（昭和37年）12月 - 東レと技術開発提携。
- 1963年（昭和38年）10月 - 東京営業所を東京都台東区浅草向柳原に開設。
- 1964年（昭和39年）1月 - 世界トップクラスの釣鈎メーカーであるマスタッド社（ノルウェー）の日本輸入総代理店となり、マスタッド印釣鈎の販売を開始。
- 1968年（昭和43年）2月 -「ハイシープ®・S」が日本で初めて日本ソフトテニス連盟公認ガットとなる。
- 1969年（昭和44年）9月 - 兵庫県洲本市に洲本工場を建設。釣糸（テーパーライン）並びにガットの生産を開始。
- 1971年（昭和46年）- 「ハイ・オ・シープ®」印テニスガットのパテントを、アメリカをはじめとする世界各国にて取得。
- 1973年（昭和48年）
  - 4月 - 社名を株式会社ゴーセンに変更。
  - テニス界のグランドスラマー、ロッド・レーバー選手（オーストラリア）とゴーセンの宣伝・奨励の世界契約を結ぶ。
- 1977年（昭和52年）3月 - 商品流通の円滑化を図るため、本社ビル隣接地に配送センターを建設。
- 1981年（昭和56年）
  - 4月 - スポーツ用品の総合ブランド「プロケネックス」の日本総代理店となり、バドミントンラケットの製造販売に着手。
  - 翌82年にかけて、テニスのトッププロ、ジミー・コナーズ選手（アメリカ）、クリス・エバート・ロイド選手（アメリカ）と、ゴーセンの宣伝・奨励の世界契約を結ぶ。
- 1982年（昭和57年）- ガットが日本プロテニス協会の公認を受ける。
- 1986年（昭和61年）4月 - 天神工場隣接地に研究開発センターを建設。
- 1987年（昭和62年）- ヨーロッパの代理店であるルカノア社との提携によるゴーセンヨーロッパをスイスに開設。
- 1989年（平成元年）
  - 4月 - 兼松の子会社・ホクレン株式会社を買収。
  - 5月 - スポーツアンドレジャー社との共同出資により、GOSEN CO. PTE. LTD（シンガポール）を設立。
- 1991年（平成3年）
  - 1月 - アメリカの代理店アレキサンダー商会を買収。GOSEN AMERICA,INC.を設立。
  - 8月 - ジム・クーリエ選手（アメリカ）、カブリエラ・サバチーニ選手（アルゼンチン）と、ゴーセンの使用契約を結ぶ。
- 1993年（平成5年）- 日本経済新聞社より「小さな世界トップ企業賞」を授与される。
- 1995年（平成7年）- プロケネックステニスラケット「キネティック110」が平成7年度通産省グッドデザイン商品に選定される。また同「キネティック15」、「アシンメトリックスーパーバランス」が財団法人大阪デザインセンターグッドデザイン商品に選定される。
- 1996年（平成8年）- コンチータ・マルチネス選手（スペイン）とガット契約。
- 1997年（平成9年）- 世界初の新素材アーメットとガブン®シャフト採用ゴルフクラブ「ルーツ®」の販売を開始。
- 1998年（平成10年）- 同じく世界初のガブン®シャフト採用のソフトテニスラケット「ルーツ®」の販売を開始。
- 1999年（平成11年）
  - 世界初の「生分解性」ガットの販売を開始。
  - テニスラケット「ツインプロ」が平成11年度通産省グッドデザイン賞に選定される。
  - 5月- マレーシアバドミントン協会とスポンサー契約を締結。
- 2000年（平成12年）4月 - アンナ・クルニコワ選手（ロシア）とガット・グリップテープの使用契約を結ぶ。
- 2001年（平成13年）
  - 1月- 創業50周年を迎える。
  - 5月 - ゴルフクラブ「ルーツセコンド」と「ルーツDSアイアン」が、2001年度クラブ・オブ・ザ・イヤーでグランプリ、準グランプリを受賞する。
  - ベンチャービジネスコンペ大阪2000にて、「高強力生分解モノフィラメントによる新商品」がベンチャー企業部門優秀賞を受賞。
- 2003年（平成15年）
  - 3月 - 品質管理の国際規定であるISO 9001の認証を製造本部において取得。
  - 10月 - ゴルフ事業を除く全事業を有限責任組合「シナジー・ファンド」に移し、新生「株式会社ゴーセン」として発足。
  - 12月- 旧・ゴーセンゴルフ部門が「株式会社ルーツゴルフ」として独立。
  - 車輌関連資材を製造する「上海高繊製紐有限公司」を中国上海に設立。
- 2004年（平成16年）
  - 張人プロジェクト始動
  - 10月 - 東京本部を江東区木場5丁目11番13号に開設。東京支店を同住所に移転。
- 2006年（平成18年）8月28日 - 日本毛織グループの一員となる。
- 2012年（平成24年）7月 - 車輛関連資材の販売会社「ゴーセン・タイランド」をタイ・バンコクに設立。
- 2013年（平成25年）11月 - 東京支店を千代田区岩本町2丁目6番9号に移転。
- 2015年（平成27年）6月 - 本社を大阪市西区新町1丁目4番26号に移転。
- 2018年（平成30年）12月 - 服部緑地ウォーターランドフィッシングパークを開園。
- 2019年（平成31年）1月- バドミントンのリオオリンピック男子ダブルス銅メダリスト、クリス・ラングリッジ選手（英国）と用具使用ならびにアンバサダー契約を締結。
- 2019年（令和元年）
  - 7月 - 医療分野の品質管理の国際規格であるISO 13485の認証を天神工場において取得。
  - 12月 - 大阪市中央区瓦町3丁目3番10号に本社を移転。
- 2021年（令和3年）8月 - 東京支店を東京都台東区蔵前1-2-1に移転。

## 主要品目
- ラケットスポーツ事業
  - テニス
    - ガット、ラケット、アパレル、他用具・用品

  - ソフトテニス
    - ガット、ラケット、アパレル、他用具・用品

  - バドミントン
    - ガット、ラケット、アパレル

- ストリングマシン

- スポーツアクセサリー

- フィッシング事業
  - 釣り糸（ライン）
  - アパレル
  - 他用具、用品

- マテリアル事業
  - 自動車用資材（カーシート用ミシン糸／エアバッグ・シートベルト用縫製糸／モーター用結束紐／ファスナー／スピンテープ）
  - 電機資材（モーター結束紐／落下防止紐／引き紐）
  - 人工毛髪
  - 医療用縫合糸
  - レザークラフト縫製糸
  - ミシン糸

## シンボルマーク
"GOOD！”と物事を讃えるときの拳の形がモチーフになり、親指から順に、情熱、躍動、決断、慎重、誠実をあらわしている。